# Shannon Verster
Shannon Verster (* 10. November 1999) ist eine südafrikanische Leichtathletin, die sich auf den Siebenkampf spezialisiert hat. 2022 wurde sie in Port Louis Vizeafrikameisterin in dieser Disziplin.

## Sportliche Laufbahn
Erste internationale Erfahrungen sammelte Shannon Verster im Jahr 2022, als sie bei den Afrikameisterschaften in Port Louis mit 5329 Punkten die Silbermedaille im Siebenkampf hinter der Beninerin Odile Ahouanwanou gewann. 2024 belegte sie bei den Afrikaspielen in Accra mit 5084 Punkten den vierten Platz und im Juni gewann sie bei den Afrikameisterschaften in Douala mit 5239 Punkten die Bronzemedaille hinter Odile Ahouanwanou aus Benin und der Kamerunerin Adèle Mafogang.
In den Jahren von 2022 bis 2024 wurde Verster südafrikanische Meisterin im Siebenkampf.

## Persönliche Bestleistungen
- Siebenkampf: 5329 Punkte, 9. Juni 2022 in Port Louis